# 克伯屈
威廉·赫德·克伯屈(William Heard Kilpatrick，1871年11月20日—1965年2月13日)，是美國的教育學者，約翰·杜威的弟子、同事，且是杜威在哥倫比亞大學的繼任者。

## 生平
克伯屈1871年生於美國喬治亞州。他的父親是浸信會的牧師。由於父親的影響，他先在浸信會的高等專門學校學習，之後進入莫瑟尔大学就讀，畢業後的一年半，在約翰·霍普金斯大學的大學學習，成為了高級中學的數學的教師。此後，在梅西大學執教鞭。
他第一次遇見約翰·杜威，是在1898年芝加哥大學的教師暑期研討會。1907年他又入學哥倫比亞大學的教育學院，在那裡再次見到杜威。在哥倫比亞大學在杜威的指導下他立志專攻教育哲學。自此直到1952年的杜威去世，兩者緊密的共同研究。1932年，他們的教育理論促成了本寧頓學院的設立，在12幢最初的建築中，有兩幢是以他們的名字命名的。
1965年2月13日威廉·赫德·克伯屈逝於紐約。

## 重要論述
- 克伯屈主張課程編製以兒童的興趣為中心。

設計教學法是以問題為中心的方式統整課程進行教學
克伯屈主張設計教學法有四個過程：
1.決定目的（purpose）：設計是一種有目的的活動
2.擬定計劃（planning）：是設計活動中最重要且最難的一步工作
3.實行工作（executing）：由教師指導學生從做中學
4.批評結果（evaluating）：由學生自己做
- 同時學習原則(包括三項)
  1. 主學習：直接達到的教學目的
  2. 副學習：與功課有關的思想或概念（如鴉片戰爭一課，同時學到地理和衛生之事）
  3. 附學習（輔學習）：學習時所養成的理想態度（如實驗課學到科學精神）

## 文獻
- John A. Beineke: And there were giants in the land : the life of William Heard Kilpatrick. New York : P. Lang 1998 ISBN 0-8204-3773-5
- Heinrich Pfeiffer:  The people picture with William Heard Kilpatrick . Mainz 1956 (thesis)